# ユルヘン・エケレンカンプ
ユルヘン・エケレンカンプ（Jurgen Ekkelenkamp、2000年4月5日 - ）は、オランダ・ザイスト出身のサッカー選手。ウディネーゼ・カルチョ所属。ポジションはMF。

## クラブ経歴
2013年より、アヤックスで育成され、2018年4月19日、VVVフェンロー戦にてトップチームデビューを果たした。
2021年8月27日、ヘルタ・ベルリンと2025年までの契約を結んだ。
2022年8月7日、ロイヤル・アントワープFCへ移籍した。
2024年8月6日、ウディネーゼ・カルチョに5年契約で移籍した。

## タイトル
アヤックス
- KNVBカップ : 2回 (2018-19, 2020-21)
- エールディヴィジ : 2回 (2018-19, 2020-21)
- ヨハン・クライフ・スハール : 1回 (2019)

ロイヤル・アントワープ
- ベルギー・ファースト・ディビジョンA : 1回 (2022-23)
- ベルギー・カップ : 1回 (2022-23)